# Юрій Тарнавський
Юрій Тарнавський (англ. Yuriy Tarnawsky, офіційно George Orest Tarnawsky, 3 лютого 1934, Турка) — український та американський письменник, перекладач та лінгвіст-кібернетик; свої твори Тарнавський пише українською та англійською мовами. Тарнавський є одним із засновників авангардної української спілки діяспорних письменників «Нью-Йоркська група» (НЙГ), членом Спілки письменників України та членом американської групи письменників-новаторів FC2. Тарнавський також був співзасновником та співредактором українського літературного журналу в еміграції «Нові поезії» (1959–1972).
Отримавши освіту електроінженера та лінгвіста, Тарнавський більшість життя працював, спеціалізуючись на штучному інтелекті, електроінженером в компанії IBM (1956–1992), та згодом професором української мови та культури в Колумбійському університеті (1992–1996).
Найвідомішими поетичними збірками Тарнавського в українській літературі є «Без Еспанії» (Мюнхен: Сучасність: 1969), «Поезії про ніщо і інші поезії на цю саму тему» (Лондон-Нью-Йорк, 1970), «Оперене серце» (Мюнхен: журнал «Сучасність», 1986). Як прозаїк Тарнавський представлений в українській літературі програмово екзистенціялістичим романом «Шляхи» (Мюнхен, 1961), збіркою оповідань «Короткі хвости» (Київ, 2006, автопереклад з англійського оригіналу), квазібіографічним романом «Теплі полярні ночі» (Київ, 2019, переклад Максима Нестелєєва з англійського оригіналу), та переклади уривків з інших англомовних романів Тарнавського надрукованих в літературних журналах (Кур'єр Кривбасу тощо). Твори Тарнавського перекладено азербайджанською, англійською, івритом, італійською, німецькою, польською, португальською, російською, румунською, французькою, чеською, українською та іншими мовами.
Деякі літературознавці співвідносять поетичну творчість Юрія Тарнавського у царині української літератури, як і поетичну творчість решти «Нью-Йоркської Групи», із творчістю українських поетів-шістдесятників. та з творчістю поетів-бітників
Після виходу на пенсію у 1996 році, Тарнавський живе та працює у місті Вайт Плейнс у штаті Нью-Йорк.

## Життєпис

### Ранні роки
Юрій Тарнавський (ім'я при народженні: Тарнавський Юрій Орест Іванович) народився 3 лютого 1934 року в Україні в місті Турка на Бойківщині. Мати його — учителька; батько — учитель та директор школи. Дитячі роки (1934–1940) провів у Польщі, біля Ряшева, а потім в Україні, біля Сянока та в Турці. У 1944 році Тарнавський з родиною виїхав до Німеччини. Після Другої світової війни жив у таборі для переміщених осіб у Новому Ульмі. Відвідував українську та німецьку гімназії (гімназія ім. Кеплера в місті Ульм). У лютому 1952 року, напередодні від'їзду родини Тарнавських до США, закінчив екстерном українську гімназію в Мюнхені. Після переїзду в США родина осіла в Ньюарку, штат Нью-Джерсі. У 1956 році Тарнавський отримав ступінь бакалавра BSEE з відзнаками за спеціальністю електроінженерія у Ньюаркському Коледжі Інженерії (тепер Нью-Джерський Інститут Технології).

### Професійна кар'єра

#### Кібернетична кар'єра
Після отримання диплому у 1956 році Тарнавський почав працювати у відомій технологічній компанії IBM Corporation в місті Покіпсі, на півночі Нью-Йорку й пропрацював у ній до 1992 року. Спершу Тарнавський працював в IBM інженером електроніком, а згодом кібернетиком над автоматичним перекладом з російської мови на англійську. Завідував відділом прикладної лінгвістики в IBM, а також групами лінгвістів у військовій школі в Сиракюзах, штаті Нью-Йорк, та в Конгресовій бібліотеці у Вашінгтоні. Програма, розроблена його групою була першою у світі, яка мала практичне застосування. У 1964–65 роках, будучи у відпустці, проживав у Еспанії, займаючись літературною працею.
Згодом, не залишаючи праці в IBM, заочно студіював теоретичну лінгвістику (спеціялізація в трансформаційно-породжувальній граматиці) в Нью-Йоркському університеті. 1982 року отримав ступінь доктора філософії (PhD), написавши дисертацію з питань семантики у Поширеній Стандартній Теорії Ноама Чомскі, Knowledge Semantics. Працю було окреслено революційною за те, що вона поєднала погляди Ноама Чомскі та Гіларі Путнама в одне формулювання.
Згодом Тарнавський працював над процесуванням природних та розрібкою штучних мов і в ділянці штучного інтелекту, над експертними системами. За роки роботи на IBM Тарнавський написав низку публікацій на кібернетичні та лінгвістичні теми та був відзначений низкою нагород.
У 1992 році, після 36 років праці на IBM, Тарнавський залишає IBM й розпочинає викладацьку кар'єру.

#### Професорська кар'єра
Після відходу з IBM у 1992 році став професором української літератури та культури у відділі слов'янських мов Колумбійського університету в Нью-Йорку, а також членом Гаріманського Інституту Колумбійського університету. Будучи професором української літератури та культури у Колюмбійському університеті, Тарнавським був співкоординатором української програми (1993–1996).
На пенсію з Колумбійського університету Тарнавський пішов у 1996 році.

### Творча кар'єра

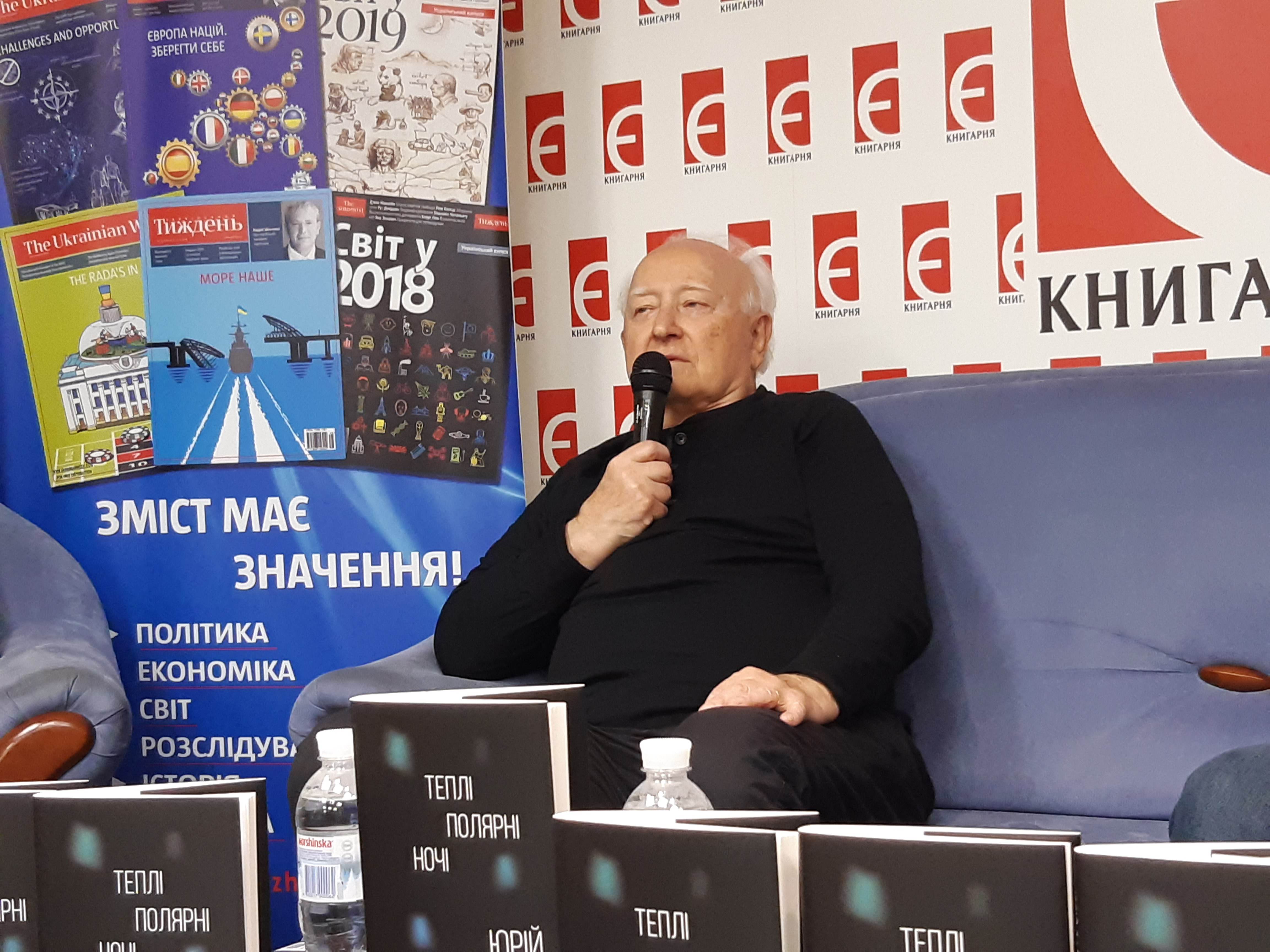
Презентація власної книги «Теплі полярні ночі» в Києві

#### Кар'єра в українській літературі
За визначенням самого Тарнавського, попри те, що практично все своє життя він жив поза Україною, він завжди називав себе українцем й писав українською; відтак у своїх україномовних творах він український письменник у еміграції.
Кар'єра в українській літературі для Юрія Тарнавського розпочалася у 1950-х роках, коли він став одним із засновників та рушійних-лідерів об'єднання українських письменників в еміграції НЙГ; пізніше у 1990-х, викладаючи українську мову та культуру в Колюмбійськім Університеті, Тарнавський приклався до заснування архіву НЙГ в Бібліотеці Рідкісних Книжок та Рукописів університету, де тепер зберігається архів україномовних та англомовних книжок Тарнавського та інших членів НЙГ. У 1959 році він також став співзасновником та співредактором впливового українського літературного журналу в еміграції «Нові Поезії» (1959–1972).
Першою літературною працею Тарнавського в українській літературі стала збірка поезії «Життя в місті» (Нью-Йорк, 1956). Згодом Тарнавський надрукує ще цілий ряд поетичних збірок, зокрема «Пополудні в Покіпсі» (Нью-Йорк, 1960), «Ідеалізована біографія» (Мюнхен, 1964), «Спомини» (Мюнхен, 1964), «Без Еспанії» (Мюнхен, 1969), а відтак том зібраного «Поезії про ніщо і інші поезії на цю саму тему» (Нью-Йорк, 1970). Першою і єдиною на той час прозовою роботою Тарнавського в українській літературі став його програмово екзистенціялістичний роман «Шляхи» (Мюнхен, 1961), в якім описано життя німецької молоді після Другої світової війни. У 2000 році цей роман було перевидано в оновленій редакції у збірці «Не знаю» (Київ, 2000).
Перші збірки поета прихильно зустріла тогочасна українська критика на Заході. Зокрема, Юрій Лавріненко (Дивнич) написав схвальні рецензії на «Життя в місті», «Ідеалізовану біографію» та «Спомини», Богдан Рубчак грунтовно аналізував і високо оцінював перші чотири збірки у статті «Поезія антипоезії».
Не отримавши якогось значного визнання в українській літературі 1950-60-х роках, до кінця 1960-х, Тарнавський перестає писати українською та переходить на англійську, спершу в прозі, а згодом і в поезії. Хоча все ж частину зі своєї англомовної поезії 1970–90-х він згодом перекладає українською мовою і видає у томі «Їх немає» (Київ, 1999).
Після майже 30-ти річної перерви, з відновленням незалежності України у 1991 році, Тарнавський тимчасово переходить з англійської мови назад до української. Зокрема на початку 1990-х, у світ вийшли збірка вибраних поезій «Без нічого» (Київ, 1991), поема «У ра на» (Харків — Нью-Йорк, 1992), збірка п'єс «6х0» (Київ, 1998), том зібраних поезій 1970–90-х років «Їх немає» (Київ, 1999), а також том вибраної прози «Не знаю» (Київ, 2000), куди ввійшов також автобіографічний есей «Босоніж додому і назад».
Більшість україномовних драм, що увійшли до його збірки п'єс «6х0» (1998), Тарнавський написав у 1996 році, коли був резидентом на міжнародній письменницькій резиденції Ледіг Гаус оподалік Нью-Йорку. В 1997 році перші чотири п'єси з «6х0» — «Сука-скука/розпука», «Жіноча анатомія», «Не Медея» та «Карлики» — були наживо прочитані перед публікою акторами театральної студії Національного Університету «Києво-Могилянська Академія». У 1998 році в Тернопільському драматичному театрі було поставлено виставу за його п'єсою «Чотири проєкти на український національний прапор». Впродовж 1998—2004 років кілька вистав, базованих на його поезії, було поставлено студентами Рівненського Національного Гуманітарного Університету та Національного Університету Острозька Академія.
Однак, як зізнався згодом сам Тарнавський, хоча після відновлення незалежності України він і планував повністю включитися в українське літературне життя й навіть купив у 1990-х у Києві помешкання з прицілом аби жити в ньому напівпостійно (живучи почергово то в Нью Йорку то в Києві), але його планам не судилося збутися: за словами Тарнавського українське літературне середовище не захотіло його прийняти «виставивши йому холодне плече». Як приклад несприйняття його українським літсередовищем, Тарнавський наводить неприємний для нього епізод коли ні з сього ні з того на початку 1990-х Ігор Римарук в одній з розмов заявив Тарновському «Ти — американець». Але головною причиною було навіть не буцімто несприйняття Тарнавського українським літсередовищем, а факт того, що українські видавництва не хотіли видавати його книжок. Так за словами Тарнавського, за виключенням оповідань «Короткі хвости» (Київ, 2006), що перед тим вийшла друком англійською, всі книги Тарнавського що вийшли в Україні були видані або за його власний кошт або за гроші діаспорних інституцій.
У 2012 році вийшла книжка есеїв, статей і розмов «Квіти хворому» (Львів, 2012). У ній серед іншого опубліковано такі важливі статті, як «Темна сторона місяця», «Мініроман і негативний текст», «Театр і текст» та «Література і мова», «Акварій у морі», «Нью-Йоркська група та Київська школа», «Під тихими оливами, або Вареники замість гітар». Остання відома як критика перекладу Миколи Лукаша збірки Федеріко Гарсії Льорки за архаїчно-застарілий метод перекладу у стилі української поетики ХІХ століття.
У 2019 році Максима Нестелєєва зробив україномовний переклад квазі-автобіографічного роману «Теплі полярні ночі» (Київ, 2019), що перед тим вийшов друком англійською.
Окрім власних україномовних творів, Юрій Тарнавський також присвятив багато енергії перекладницькій праці з англійської/німецької/еспанської мов на українську та з української мови на англійську. Серед найзначніших україномовних перекладів Тарнавського — п'єса Федеріко Гарсія Льорка «Як кохався дон Перлімплін з Белісою у саду» (Мюнхен, 1967) та п'єса Семюела Бекета «Остання стрічка Краппа» (Мюнхен, 1972).
За заслуги в царині української літератури, президент України Віктор Ющенко нагородив Юрія Тарнавського Орденом «За заслуги» ІІІ Ступеня 17 січня 2008 року.

##### Конфлікт та критика Миколи Лукаша
Тарнавський відомий своїм критичним ставленням до перекладацького методу Миколи Лукаша, зокрема Тарнавський критикував Лукаша за його нібито архаїчно-застарілий метод перекладу у стилі української поетики ХІХ століття збірки «Лірика» Федеріко Гарсії Лорки з іспанської на українську мову та збірки «Декамерон» Джованні Бокаччо з італійської на українську мову. Цей конфлікт розпочався 1969 році з друку Тарнавським статті в українському еміграційному літературному часописі «Сучасність» під назвою «Під тихими оливами, або Вареники замість гітар», де одним з найбільших закидів Лукашу була нібито стилізація Лукаша під українську селянську культуру, створення ще одної на-мужицький-лад-перелицьованої «Енеїди», що, на думку Тарнавського, може мати далекосяжні наслідки для всієї майбутньої україномовної модерністської поезії й становити загрозу самій можливості української модерності, оскільки існує ймовірність що молодь відвертатиметься й далі від всього українського, яке навіть у перекладах Лорки ототожнюється з селянським та минулим. На захист Лукашевих принципів перекладу на сторінках Сучасності того ж року виступили цілий ряд українських літераторів, зокрема Іван Кошелівець (стаття «Про переклади й різне інше»), Борис Олександрів (стаття «Чи справа лише в гітарах і варениках?») та колега Тарнавського з НЙГ Віра Вовк (перебуваючи на своєму творчому вечорі в Україні, Вовк вибачалася перед українськими колегами за «задерикуватий виступ» Тарнавського у бік Лукаша й згодом дорікнула деяким тезам Тарнавського до Лукаша у статті «Про технологічний і метафізичний кшталт мислення»). На захист тез Тарнавського виступив його колега з НЙГ Богдан Бойчук (стаття «Тільки про різне інше»).
Згодом у 2000 році у своєму біографічному нарисі «Босоніж додому і назад» Тарнавський так відгукнувся про перекладацькі здібності Лукаша: «Взагалі, мушу признатися, що не поділяю здається загально прийнятної думки серед українців про беззастережну геніяльність Лукаша. На мою думку, орудував він поетикою дев'ятнадцятого сторіччя, заяложеною, як стіл у шинку, яка заваджала йому бути вдалим у перекладах модерних поетів».

#### Кар'єра в американській літературі
За визначенням самого Юрія Тарнавського, у своїх англомовних творах він «американський письменник […] українського походження».
Наприкінці 1960-х років Тарнавський перестав писати українською, і перейшов на англійську. Так, у 1960-х він стає членом групи авангардних американських письменників Fiction Collective (згодом перейменованої в FC2), і в її видавництві публікує свої перші твори в американській літературі: романи Meningitis (укр. Менінгіт, 1978), Three Blondes and Death (укр. Три бльондинки і смерть, 1993) тощо. Від початку своєї літературної кар'єри, всю свою прозу Тарнавський пише англійською, хоча за іронією долі, перший і єдиний його прозовий твір українською, роман «Шляхи» (1961), був одночасно й першою його прозовою книжкою, тобто все ж першою його прозовою книжкою стала україномовна робота.
Після короткої спроби знайти себе в українській літературі на початку 1990-х, Тарнавський остаточно кидає спроби стати успішним українським письменником, другий раз переходить у своїй творчості з української на англійську мову й остаточно сконцентровує всі свої сили тому аби стати успішним американським письменником. Від кінця 1990-х, Тарнавський бере активну участь у колі американських письменників-новаторів, виступаючи на конференціях AWP та &NOW тощо, але стати поміченим в американській літературі у 1990-х Тарнавському не вдається.
Після того, як у 1998 році Тарнавський власноруч переклав з української на англійську свою п'єсу Не Медея зі своєї україномовної збірки п'єс 6х0, в тому ж році було поставлено виставу англійською мовою за цієї п'єсою  у відомому авангардному театрі Мабу Майнз в Нью-Йорку. На базі п'єси «Не Медея» Тарнавський також створив однойменне лібретто для опери українсько-американського композитора Вірка Балея, частина якої була показана в Нью-Йорку 2012 році.
Аж наприкінці 2000-х років американська літкритика починає помічати Тарнавського й він починає видавати цілу плеяду критично визнаних англомовних книг. Так, починаючи з 2007 року виходить більше десятка книг Тарнавського, зокрема збірка мініроманів «Like Blood In Water» (укр. Як кров у воді, Tuscaloosa, AL: University of Alabama Press, 2007), «Short Tails» (укр. Короткі хвости, Niles, MI: CCM/Geneva, IL: JEF Books, 2011), й трилогія «The Placebo Effect Trilogy» (укр. Ефект пляцебо, Geneva, IL: JEF Books, 2013), збірка віршів «Modus Tollens/IPDs: Improvised Poetic Devices» (укр. Модус Толленс/ІПЗ: Імпровізаційні поетичні засоби, Seattle: Jaded Ibis Press, 2013), збірка оповідань «Crocodile Smiles» (укр. Крокодил усміхається, Fairfield, CA: Black Scat Books, 2014), вибірка есе та інтерв'ю «Claim to Oblivion» (укр. Заявка на запомин, DeKalb, IL: JEF Books, 2016), збірка літературних вправ «Literary Yoga» (укр. Літературна йога, Aurora, IL: JEF Books, 2018), романи «Warm Arctic Night» (укр. Теплі полярні ночі, Aurora, IL: JEF Books, 2019) та «The Iguanas of Heat» (укр. Ігуани спеки, Aurora, IL: JEF Books, 2019).
За заслуги в царині електроінженерії та американської літератури, у березні 2019 року Юрія Тарнавського було вшановано внесенням до переліку видатних випускників Нью-Джерського Інституту Технології.

## Аналіз внеску Тарнавського в українську літературу
У 1950–60-х Тарнавський став одним з найвпливовіших українських поетів в еміграції, привнісши в українську літературу риси модернізму та екзистенціалізму, й згодом сюрреалізму та постмодернізму.
Загалом Тарнавський належить до найвиразніших реформаторів української поетичної мови ХХ ст. Ось як оцінював значення першої збірки Тарнавського Життя в місті (Нью-Йорк, 1956) Богдан Рубчак: «Життя в місті» […] мала ключеве, своєрідно епохальне значення 1956 року і не втратила його досі. Справа не тільки в революції поетичної мови, але також і в тому, що оце українською мовою з’явилися думки, згідні з тими ідеями, що ними ми, двадцятилітні юнаки, жили і дихали в середині минулої декади. Це було для нас величезним відкриттям. До того часу дехто з нас був переконаний, що українською мовою можна висловлювати тільки позитивні думки, думки вітаїстичні, вольові — і тому в нас панувало своєрідне розщеплення: з одного боку, університет, з другого — українство. І ось Тарнавський заговорив до нас новою українською мовою, про речі цілком позаукраїнські, але проте не менше рідні”.
Не написавши жодного силабо-тонічного вірша, поет розробляв поетичні форми в процесі створення. Його збірки та цикли пропонують читачеві різноманіття неканонічних поетичних форм та засобів. Верлібри «Поезії про ніщо» інакші, ніж верлібри «Життя в місті», а верлібри «Зео півонії» відрізняються і від перших, і від других. Те ж саме можна сказати і про цикли поезій в прозі. «Спомини» – це одна поетика, «Без Еспанії» має з ними спільні корені, але сильно радикалізована, а «Анкети» цілком інакші.
До найважливіших українських поетичних творів Тарнавського належать «Без Еспанії» (Мюнхен: Сучасність: 1969), «Поезії про ніщо і інші поезії на цю саму тему» (Лондон-Нью-Йорк, 1970), «Оперене серце» (Мюнхен: журнал «Сучасність», 1986) тощо. Як прозаїк Тарнавський не мав такого впливу на українську літературу, як поет; першою й єдиною прозовою роботою Тарнавського в українській літературі став його програмово екзистенціялістичний роман «Шляхи» (Мюнхен, 1961).

## Особисте життя
У різні роки Тарнавський був одружений з наступними жінками:
- Патриція Килина (до шлюбу Нелл Ворен, у шлюбі 1957–1973)
- Леся/Алісон Тарнавська (до шлюбу Кметик, у шлюбі 1979–1993)
  - донька Устя від Алісон Кметик
- Каріна Тарнавська (до шлюбу Залєвська, одружена з 2000)

Зараз Тарнавський одружений з американкою польського походження Каріною Тарнавською (до шлюбу Залєвська). Будучи полькою за походженням, Залєвська досконало володіє українською, вивчивши її під час свого навчання за спеціальністю українська філологія в польському Ягеллонському університеті. З Тарнавським Залєвська познайомилася в Києві у 1999 році, коли студенткою перебувала у Києві за обміном. В тому ж 1999 році Залєвська переїжджає з Тарнавським на постійне проживання в США, у 2000 вони одружуються.

### Україномовні твори
Тарнавський автор десятків українських книг, як поетичних так і прозових:
Поезія
- «Життя в місті» (Нью-Йорк: Видавництво Об'єднання Українських Письменників «Слово», 1956)
- «Пополудні в Покіпсі» (Лондон-Нью-Йорк: Видавництво Нью-Йоркської Групи, 1960)
- «Ідеалізована біографія» (Мюнхен: Сучасність, 1964)
- «Спомини» (Мюнхен: Сучасність, 1964)
- «Без Еспанії» (Мюнхен: журнал «Сучасність», 1968; Мюнхен: Сучасність: 1969)[49]
- «Поезії про ніщо і інші поезії на цю саму тему» (Лондон-Нью-Йорк: Видавництво Нью-Йоркської Групи, 1970)[42]
- «Оперене серце»: поема (Мюнхен: журнал «Сучасність», 1986)
- «Без нічого» (Київ: Дніпро, 1991, ISBN 5-308-01294-6)[50]
- «У ра на»: поема (Харків—Нью-Йорк: Березіль, 1992, ISBN 5-7707-1457-3)
- «Їх немає: поезії 1970-1999» (Київ: Родовід, 1999, ISBN 966-95114-2-9)[51]

П'єси
- «Чотири проєкти на український національний прапор»: п'єса (Мюнхен: журнал «Сучасність», 1973)
- «Сука-скука / розпука»: драматична поема (Київ: журнал «Світо-Вид», 1996)
- «Жіноча анатомія»: п'єса (Київ: журнал «Світо-Вид», 1998)
- «6 х 0: драматичні твори»: збірка п'єс (Київ: Родовід, 1998, ISBN відсутній)[52][53]

Проза
- «Шляхи»: роман (Мюнхен: журнал Сучасність, 1961; Мюнхен: Сучасність, 1961)[54]
  - (передрук) Шляхи: роман // «Не знаю»: вибрана проза (Київ: Родовід, 2000, ISBN 966-7845-00-1)[55]
- «Квіти хворому»: статті, критика, розмови (Львів: Піраміда, 2012, ISBN 9789664412978)

Переклади на українську мову
У 1950-2000-х роках Тарнавський переклав з німецької, англійської та еспанської на українську цілу плеяду невеликих оповідань та віршів, що виходили у ці роки у різних журналах та альманахах. Окрім того в українських літературних часописах можна знайти автопереклади Тарнавського своїх англомовних творів, зокрема в одному з номерів журналу „Кур’єр Кривбасу“ Тарнавський видав свій україномовний автопереклад одного зі своїх мініроманів зі збірки „Like Blood in Water“ („Як кров у воді“) під назвою „Крик“ тощо.
Серед перекладів, що виходили окремими книжками, вирізняються:
- Федеріко Гарсія Льорка. «Як кохався дон Перлімплін з Белісою у саду», драма, переклад з іспанської (Мюнхен, 1967)
- Семюел Бекет. «Остання стрічка Краппа», драма, переклад з англійської (Мюнхен, 1972)
- Юрій Тарнавський. «Короткі хвости. Кавалки», збірка оповідань, автопереклад з англійської Юрія Тарнавського (Київ: Видавничий Дім Дмитра Бураго, 2006, ISBN 966-8188-65-9)[57]
- Юрій Тарнавський. «Теплі полярні ночі», роман, переклад з англійської: Максим Нестелєєв (Київ: Темпора, 2019, ISBN 9786175693995)[58][59]

Наукові праці з лінгвістики
- «Знаннєва семантика», Національний Університет Києво-Могилянська Академія, 2016 (переклад українською PhD дисертації Тарнавського «Knowledge Semantics» захищеної в Нью Йоркському університеті 1982 року)

### Англомовні твори
Поезія
- «This Is How I Get Well / Ось, як я видужую» (Munich. Sučasnist', 1978)[60]
- «Modus Tollens/IPDs: Improvised Poetic Devices», Seattle: Jaded Ibis Press, 2013

Проза
- «Meningitis», a work of fiction (Нью-Йорк: Fiction Collective, 1978)
- «Three Blondes and Death», a novel (Нью-Йорк: Fiction Collective 2, 1993)
- «Like Blood In Water» (Tuscaloosa, AL: Fiction Collective 2, 2007)[61]
- «Short Tails» (Niles, MI: CCM/Geneva, IL: JEF Books, 1-ше вид.: 2011; 2-ге доп. вид.: 2012)
- «The Placebo Effect Trilogy» (Geneva IL: JEF Books, 2013)[62]
- «Crocodile Smiles», (Fairfield, CA: Black Scat Books, 1-ше вид.: 2014; 2-ге доп. вид.: 2020)
- «Claim to Oblivion»: selected essays and interviews (DeKalb, IL: JEF Books, 2016)
- «Literary Yoga»: exercises for those who can write, (Aurora, IL: JEF Books, 2018)
- «Warm Arctic Night»: a novel (Aurora, IL: JEF Books , 2019)
- «The Iguanas of Heat»: a novel (Aurora, IL: JEF Books , 2019)

Переклади на англійську мову
У 1950–90-х роках Тарнавський переклав з української на англійську цілу плеяду невеликих оповідань та віршів, що виходили у ці роки у різних журналах та альманахах.
У 2000-х Тарнавський переклав з української на англійську оповідання «Голос трави» Валерія Шевчука (журнал Agni 1993), вибір поезій Володимира Цибулька (Angels in a Pyramid 2002 та An Eye in the Belfry 2006), та збірку поезій Романа Бабовала Око в небезпеці, частина яких була надрукована під назвою An Eye in Danger у Кур'єрі Кривбасу 2006 року. Невиданим залишився англомовний переклад Замість сонетів та октав Павла Тичини, який Тарнавський розпочав ще десь в 1950-х, згодом переробив у 2010-х.
Серед перекладів, що виходили у часописах вирізняються: 
- Vasyl Stefanyk. The News. Translated from the Ukrainian: George Tarnawsky. // Horizons: Ukrainian student's review. New York: SUSTA. Vol. IV 1960-1961 No. 1-2 (6-7). 90 p.: pp.: 46-48.

Серед перекладів, що виходили окремими книжками вирізняються:
- Ukrainian Dumy / Українські думи, translation from the Ukrainian: George Tarnawsky and Patricia Kilina. Toronto: CIUS; Cambridge: HURI, 1979. 222 p. ISBN 978-092-0862-00-1[63]
- Volodymyr Tsybulko. «Angels in a Pyramid / Ангел в піраміді»: poems, translation from Ukrainian: George Tarnawsky (Львів: Піраміда, 2001, ISBN 978-966-6630-04-2)[63]
- Volodymyr Tsybulko. «An Eye in the Belfry / Око на дзвіниці»: poems, translation from Ukrainian: George Tarnawsky (Київ: Видавничий Дім Дмитра Бураго, 2005, ISBN 978-966-8188-66-4)[63][64]

## Переклади на інші мови
- Jurij Tarnawśkyj. «Oto jak zdrowieje». Tlumaczenie z jezyka ukrainskiego Tadeusza Karabowicz. Białystok/Lublin: Wydawnictwo Prymat, 2002.[65]
- Yuriy Tarnawsky. «Warme arktische Nächte». Übersetzung aus dem Englischen von Christian Weise. Stuttgart: Edition Noëma, an imprint of ibidem-Verlag, 2020.[66][67]
- Юрий Тарнавский. «У раны есть имя». Избранные стихотворения. 1955—2022. Перевод с украинского Дмитрия Кузьмина. Ozolnieki (Latvia): Literature Without Borders, 2024.[68]

## Похідні твори
Кінематограф
- Journey into Dusk (укр. Подорож у сумерки[69], 1994, реж. Юрій Миськів, англ. Yuri Myskiw) — художній кіно-/відео-монтаж, базований на поезії п'яти членів літспілки НЙГ, включно з Тарнавським.[70][71][72]
- An Aquarium in the Sea. The Story of New York Group (укр. Акваріюм в морі[73][74][75]. Історія Нью-йоркської групи , 2016, реж. Олександр Фразе-Фразенко) - док. фільм про літугрупування НЙГ, членом якої був Тарнавський.[76][77]
- Casi Desnudo (укр. майже голий , 2019, реж. Олександр Фразе-Фразенко) — док. повнометражний фільм про життя Тарнавського.[78][79]